# Khalid Izri
Khalid Izri (Melilla, 1969) è un cantante marocchino di madrelingua berbera del Rif.

## Biografia
Appassionato di musica fin da bambino, si dà ben presto all'imitazione dei cantanti berberi più conosciuti, come Idir, Djurdjura, Jamal Allam, e soprattutto l'astro emergente della musica del Rif,  Walid Mimoun. Dopo un inizio in cui era fortemente influenzato dalle canzoni occidentali, e soprattutto del mondo anglosassone (la sua prima canzone si intitola Love me, baby), sarà decisivo per lui l'incontro con il poeta El Wariachi Abdelrafi, che susciterà in lui la volontà di comporre canzoni in berbero, soprattutto mettendo in musica le sue poesie. Nasce da qui Tamwart inu.
Dopo il successo del suo primo album, decide di impegnarsi seriamente per una produzione musicale di qualità, e approfondisce, tra l'altro le sue conoscenze musicali, con corsi in Francia di solfeggio, musica etnica e corale. Anche se la sua risorsa più apprezzata è la sua voce, Izri suona anche diversi strumenti, in particolare la chitarra, l'armonica a bocca e l'adjun (strumento a percussione tipico del Rif).

## Album
- Tamwart inu ("il mio paese") (1988)
- Izri inu ("La mia canzone") (1990)
- Maymi (realizzato insieme a Saïda Akil) (1992)
- Taqessist ("Il racconto"), (2002)